# María Angélica Piola
María Angélica Piola (Montevideo, 28 de septiembre de 1906-30 de marzo de 1988) fue una pianista, pintora y profesora de música uruguaya.

## Biografía
Ingresó como estudiante de piano en el conservatorio Kolischer para luego pasar a ser docente, desde donde brindó sus conocimientos de música con didáctica y dedicación. En 1947 se acerca al Taller Torres García donde estudia con el Maestro durante ese año, desarrollando su veta pictórica.
En 1964 crea el conservatorio musical que lleva su nombre donde se busca continuar con su estilo educativo. Entre sus alumnos estuvieron Horacio Iraola, Leonidas Lipowesky y Saúl Roas.

## Obras
Escribió sinfonía, cuartetos y obras para piano y canto-piano junto a Enrique Casal Chapí y también publicó material educativo musical. Muchas de sus composiciones fueron destruidas por la misma autora y lo que se salvó fue lo que sus alumnos o compañeros docentes conservaron.

### Composiciones musicales
- Burlesca
- 1954, Homenaje a Paul Klee
- 1974, Momento Pukiano

### Obra escrita
- 1986, El libro de Daniel y Chunguito para piano
- 1986, Teoría elemental de la música con solfeo
- 1983, Apuntes sobre la teoría de la música con solfeo
- 1979, Apuntes sobre la teoría de la música con solfeo
- 1958, Apuntes sobre la teoría de la música